# 武迟
武迟（1914年12月16日—1988年3月10日），字小樊，浙江省杭县人，出生于北京，中华人民共和国化学家。
毕业于浙江杭州蕙兰中学。1932年，进入清华大学化学系。1936年，供职于上海中央研究院化学研究所。1937年，赴美就读于麻省理工学院，获得化学硕士，供职于世界贸易公司及美国福斯特惠勒公司，1950年回国担任清华大学化工系教授、系主任。1958年，供职于石油工业部；1965年，兼任石油科学研究院副院长。1973年，担任中国石化总公司石油化工科学研究院总工程师。1980年，当选为中国科学院化学部院士，有学生李大东。